# Dom przy ulicy Komenskiego 2 (Police nad Metují)
Dom przy ulicy Komenskiego 2  − budynek w Czechach, w Sudetach Środkowych, w miejscowości Police nad Metují.
Dom jest jednym z najstarszych w Policach nad Metují. Został zbudowany w 1554 przez Jana Drozańskiego, zarządcę dóbr. Budynek pierwotnie nie należał do miasta, ale stanowił część zabudowań dziedzińca klasztoru, dlatego nadano mu przydomek strażnik. W ciągu swojej bardzo długiej historii posiadał wielu właścicieli i był wykorzystywany do wielu różnych celów. Przez lata mieściła się tu karczma, sklep spożywczy, praktyka lekarska, urząd gminy, sklep tekstylny, posterunek żandarmerii itp. Do 1949  mieściła się w nim także księgarnia i papeteria Antonína Krtički